# Île Grimault
L’île Grimault est un îlot de Nouvelle-Calédonie appartenant administrativement à Poya.